# Carl Friedrich Mosch
Carl Friedrich Mosch (* 6. Januar 1784 in Hainichen; † 2. Dezember 1859 in Herischdorf) war ein deutscher Mineraloge, Zeichner und Schriftsteller.

## Biographie
Der Sohn des Hainichener Stadtschreibers Johann Christoph Mosch begann nach dem Abschluss des Gymnasiums in Freiberg ein Studium der Theologie an der Universität Leipzig. Die Bekanntschaft mit dem Freiberger Professor Abraham Gottlob Werner zeigte nachhaltige Wirkung für Moschs weiteren Lebensweg. Er entschied sich, das Theologiestudium nicht fortzuführen und studierte fortan die Naturwissenschaften, zunächst in Leipzig, ab 1805 an der Universität Jena.
Nach Beendigung des Studiums eröffnete Mosch mit wenig Erfolg in Hainichen eine Privatschule. 1809 erhielt er eine Anstellung als Lehrer am Salzmannschen Institut in Schnepfenthal. Nach seiner Promotion im Jahr 1814 erhielt er eine Anstellung als Hilfslehrer für Latein, Deutsch, Geographie, Religion und Sprechkunst an der Ritterakademie in Dresden, die ihn jedoch nicht ausfüllte.
1818 ging Mosch auf Grund eines in Aussicht gestellten Lehrstuhls für Mineralogie nach Preußen, doch an Stelle einer Professur erhielt er lediglich eine Lehrerstelle an der Ritterakademie Liegnitz, die er bis zu seiner Pensionierung im Jahr 1835 innehatte.
Im Ruhestand bezog er sein Landhaus in Herischdorf bei Warmbrunn im schlesischen Riesengebirge.

## Schaffen
Bereits während seiner Zeit in Schnepfenthal betrieb Mosch mineralogische Forschungen. Gleichzeitig hielt er Volksbräuche sowie sprachliche Besonderheiten fest und zeichnete die Volkstrachten.
In seinen Beschreibungen der sächsischen Lande brachte Mosch neben Darstellungen zur Geologie, Botanik und Geographie im Gegensatz zu Beschreibungen anderer Autoren erstmals auch Erläuterungen volkskundlicher und sprachlicher Besonderheiten ein und illustrierte sie mit eigenen Zeichnungen.
Kennzeichnend für Moschs wissenschaftliche Werke ist eine klare, allgemein verständliche Sprache. Seinem Versuch einer Geschichte des Bergbaus in Deutschland im Mittelalter gingen umfangreiche Recherchen vor Ort voraus. Darin stellte er insbesondere die Veränderung der Landschaften durch den Bergbau, die Wechselwirkung zwischen Bergwerk und Handwerk, die Bergreihen und -reime, den bergmännischen Sprachgebrauch sowie die gesellschaftlichen Strukturformen der Zechen dar. Dieses Hauptwerk ist heute zu Unrecht etwas in Vergessenheit geraten.
Zu Lebzeiten genoss Mosch auch als Maler und Zeichner einer guten Ruf, seine Werke wurden u. a. 1821, 1823 und 1824 auf Ausstellungen in Breslau und Berlin gezeigt und von Ludwig von Schorn im „Kunstblatt“ besprochen.

## Werke (Auswahl)
- Mosch/Ziller: Beschreibung der Sachsen-Coburg-Gothaischen Lande, 1813
- Sachsen, historisch, topographisch, statistisch dargestellt, Dresden und Leipzig 1816
- Die Bäder und Heilbrunnen Deutschlands und der Schweiz. Ein Taschenbuch für Brunnen- und Bade-Reisende 2 Bde., Leipzig 1819
- Die Heilquellen Schlesiens und der Grafschaft Glatz, Leipzig 1821
- Versuch einer Geschichte des Bergbaus in Deutschland im Mittelalter, Liegnitz 1829
- Die alten heidnischen Opferstätten und Steinaltertümer im Riesengebirge, 1855
- Das Riesengebirge, seine Thäler und Vorberge und das Isergebirge. Reiseführer, Leipzig, 1858